# موریس مونه-بوتون
موریس مونه-بوتون (فرانسوی: Maurice Monney-Bouton‎; ۲۴ فوریهٔ ۱۸۹۲ – ۱۵ ژوئن ۱۹۶۵) قایقران روئینگ اهل فرانسه بود.